# Szpiglasowa Przełęcz
Die Szpiglasowa Przełęcz (deutsch Miedzianejoch oder Szpiglasowajoch) ist ein Gebirgspass im Süden der polnischen Woiwodschaft Kleinpolen in der Hohen Tatra. Der Pass befindet sich in der Gemeinde Bukowina Tatrzańska auf dem Nordgrat des Massivs des Szpiglasowy Wierch und verbindet das Dolina Rybiego Potoku mit dem Dolina Pięciu Stawów Polskich. Der Pass ist 2110 m n.p.m. hoch und grenzt an den Szpiglasowy Wierch sowie an den Miedziane (Kupferberg).

## Tourismus
▬  Über den Pass führt ein gelb markierter Wanderweg vom Dolina Pięciu Stawów Polskich ins Dolina Rybiego Potoku. Der Wanderweg wird aufgrund seiner niedrigen Schwierigkeitsstufe auch Ceprostrada genannt.
▬  Vom Pass führt ein kurzer gelb markierter Wanderweg auf den Gipfel Szpiglasowy Wierch.

## Erstbesteigung
Er wurde bereits von den Hirten in der frühen Neuzeit aufgesucht. Es ist nicht bekannt, wer der Erstbesteiger war.

## Weblinks

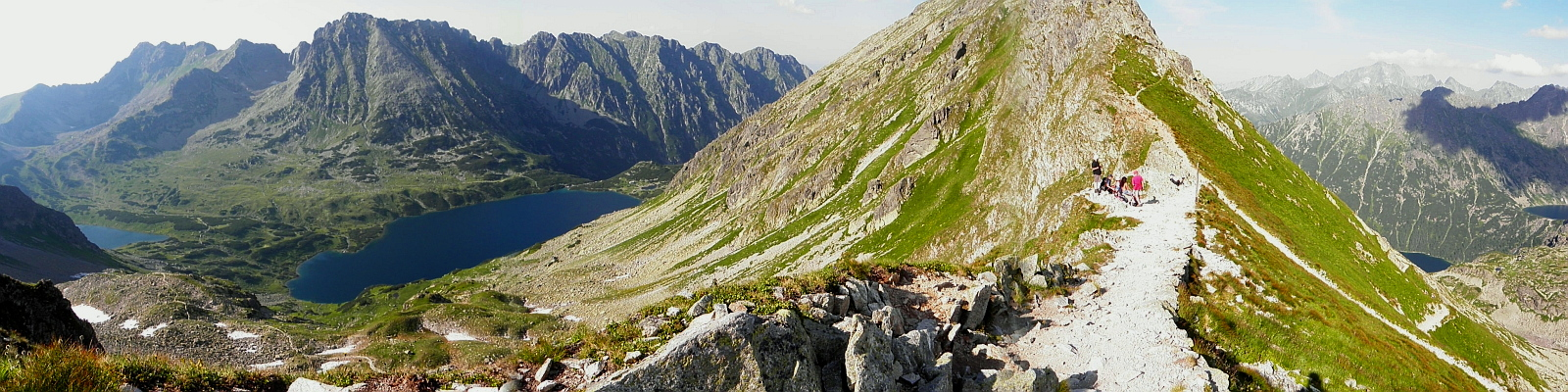
Blick vom Pass in das Tal Dolina Pięciu Stawów Polskich